# Nova Santa Rosa
Nova Santa Rosa är en kommun i Brasilien.   Den ligger i delstaten Paraná, i den södra delen av landet, 1 200 km sydväst om huvudstaden Brasília. Antalet invånare är 7 625.
Trakten runt Nova Santa Rosa består till största delen av jordbruksmark. Runt Nova Santa Rosa är det ganska glesbefolkat, med 42 invånare per kvadratkilometer.